# Lipotriches clavicornis
Lipotriches clavicornis är en biart som först beskrevs av Warncke 1980.  Lipotriches clavicornis ingår i släktet Lipotriches och familjen vägbin. Inga underarter finns listade i Catalogue of Life.